# Sállajiegŋa
Sállajiegŋa, enligt tidigare ortografi Salajekna, är en av de två största glaciärerna i Sverige. Den har en area på cirka 29 km² och ligger till större delen i Fauske kommun i Norge. 9,4 km2 av glaciären ligger i Arjeplogs kommun i Sverige. 
Sálla betyder spricka på lulesamiska och Sállajiegŋa kan då översättas till "Sprickisen". Vid sidan av det lulesamiska namnet har Sállajiegŋa även ett norskt namn - Sulitjelmaisen.
Som de flesta andra glaciärer i Skandinavien har även Sállajiegŋa krympt under de senaste 100 åren. Mellan åren 1908 och 2008 retirerade isfronten med 1,7 km. 
Sállajiegŋa studerades tidigt av ett antal forskare: Göran Wahlenberg 1807, Fredrik Svenonius och Jonas Westman från slutet av 1800-talet och fram till 1908. 

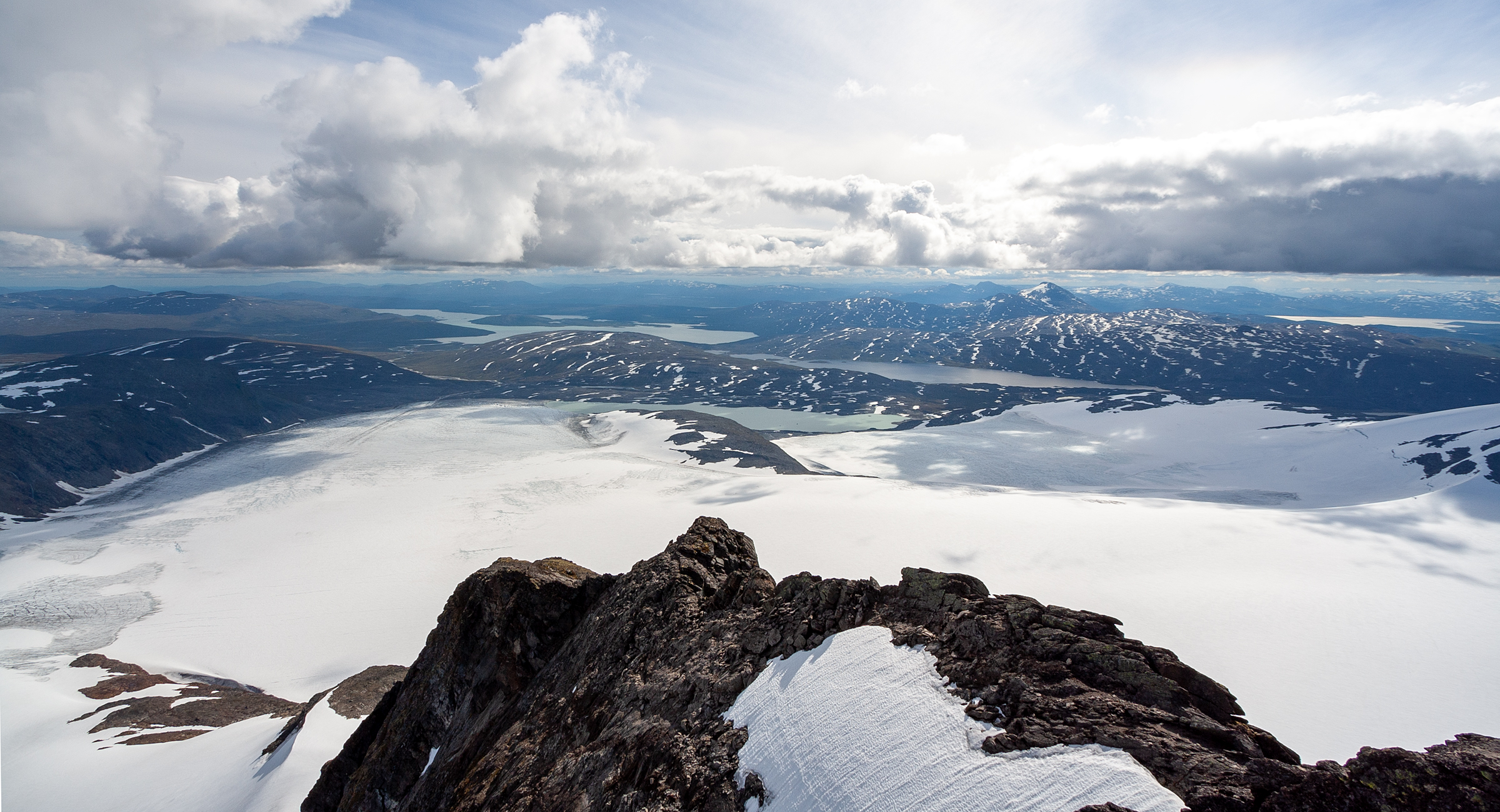
Vy över Sállajiegŋa från Suliskongen. Sjöarna är från vänster: Bieskehávrre, 871, Muorkkejávrre och Balvatnet.